# Pansarvärnsfordon
- Övre vänster: Hägglunds CV90120 pansarvärnskanonvagn med 120 mm kanontorn.
- Övre höger: amerikansk M901 GLH-H (Ground Launched Hellfire-Heavy), pansarvärnsrobotvagn baserad på en M113 pansarbandvagn.
- Undre vänster: svensk pansarvärnskanonvagn m/43 med 75 mm pansarvärnskanon i öppet stridsrum.
- Undre höger: amerikansk 75 mm M3 Gun Motor Carriage, pansarvärnskanonvagn baserad på en M3 halvbandvagn.

Pansarvärnsfordon är ett samlingsbegrepp för stridsfordon avsedda och utrustade för att huvudsakligen utföra pansarvärn, det vill säga att bekämpa fientliga pansarfordon. De indelas vanligen i två kategorier baserad på beväpning: pansarvärnskanonvagnar (militärförkortning: pvkv), beväpnade med en pansarvärnskanon, och pansarvärnsrobotvagnar (militärförkortning: pvrbv), beväpnade med ett pansarvärnsrobotsystem.
Sådana är vanligen, men inte exklusivt, pansarfordon och kan vara hjulgående eller bandgående, hel- eller halvbandade. Vissa har kanontorn som en traditionell stridsvagn, men skiljer sig från dessa i andra egenskaper. Andra har kasematt eller öppet stridsrum, vilket är billigare alternativ till kanontorn. Vissa exempel saknar helt skydd och är enkla självgående pansarvärnspjäser, då ofta baserade på ett billigt bilchassi.
Pansarvärnsfordon kan agera som del av pansartrupper, som egen styrka eller som eldunderstöd för mekaniserat infanteri. Om kanonbeväpnad kan de även agera infanterikanonvagn vid behov. I modern tid utvecklas även autonoma pansarvärnsfordon.

## Beskrivning – pansarvärnskanonvagn
Pansarvärnskanonvagnar är traditionellt bandgående pansarfordon bestyckade med en kanon för direkt eldgivning. Pjäslagringen kan utgöras av ett kanontorn, kasematt eller öppet stridsrum. Pjäslagring i kasematt eller öppet stridsrum är främst historiskt, då pansarvärnsfordon ursprungligen togs fram som billigare pansarvärnskapabla fordonsalternativ till stridsvagnar, varav torn slopades av kostnadsskäl. Med denna lagring har pjäsen ett begränsat riktfält i fordonets riktning, varav hela fordonet behöver riktas mot fienden för att kunna verka. I modern tid används istället nästan uteslutande kanontorn.
Pjäsbestyckning utgörs traditionellt av en högtryckskanon (kanon med hög utgångshastighet), avsedd för kinetisk pansarbrytande ammunition, men det finns även exempel (främst historiska) där pjäsbestyckningen utgörs av en lågtryckskanon (kanon med låg utgångshastighet), avsedd för granatammunition med riktad sprängverkan (RSV) eller kontaktsprängverkan (KSV). På grund av modernt pansarskydd, såsom reaktivt pansar, aktivt pansar och kompositpansar, samt problematiken med låg utgångshastighet jämte en fiende med hög utgångshastighet, har den senare principen fasats ut sedan 1980-talet.
I modern tid används främst högtryckskanoner med 105 till 130 mm kaliber. För bekämpning av tungt pansrade mål avses traditionellt pilprojektil, vilka skjuts iväg med utgångshastigheter runt 2000 meter per sekund och är kapabla att slå igenom över en halv meter (500 mm) valsat homogenpansar, även vid hög anslagsvinkel. Mot lätt pansrade mål avses istället granatammunition såsom pansarspränggranat, halvpansargranat eller spränggranat etc, vilka skjuts iväg med utgångshastigheter runt 1000 meter per sekund och har sämre genomslag i genomsnitt, speciellt vid hög anslagsvinkel där de kan avledas (studsa). Detta beror på att pilammunition ej vållar hög verkan mot tunt pansar; de flyger bara rakt igenom utan att orsaka ordentlig fragmentering eller övertryck i målet. Granatammunition å andra sidan briserar vid anslag i mål, oavsett pansartjocklek, och därmed vållar högre verkan mot tunt pansar jämte pilammunition.

## Historia
Pansarvärnskanonvagnar började utvecklas under andra världskriget då världens stridsvagnsstyrkor markant ökade i antal. Konceptet byggde på att konstruera självgående pansarvärnskanoner till ett billigare pris än stridsvagnar. På grund av detta var majoriteten av de första pansarvärnskanonvagnarna baserade på existerande fordonschassin som lastbilar och stridsvagnar genom att montera en pansarvärnskanon i öppen lavett eller i kasematt. Med tiden kom konstruktioner byggda från grunden som pvkv vilket även gjorde varianter med torn vanligare. 
Under kalla kriget gjorde pansarvärnsroboten att pansarvärnskanoner blev ett föråldrat koncept vilket gjorde att man istället började bygga pansarvärnsrobotvagnar. Dessa lever kvar till idag då de uppnår pansarvärnskanonvagnens låga kostnad och stora slagkraft på långt håll.

### Pansarvärnskanonvagnar under andra världskriget
Ändamålsenligt tillverkade pansarvärnskanonvagnar dök upp i stort antal under andra världskriget då utveckling av pansarstridstaktik och -fordon tog fart.
I stort sett kan man dela in dessa pansarvärnskanonvagnar i två kategorier. Den ena kategorin designades för att vara snabbare och billigare än mellantunga stridsvagnar, men fortfarande med möjlighet att slå ut tunga stridsvagnar på långt håll. En del av dessa varianter var uppenbart provisoriska hopkok som hastades fram. Den andra kategorin bestod av tungt pansrade vagnar som var mer effektiva i stridsvagnsstrid än fiendens stridsvagnar.

#### Tyska varianter

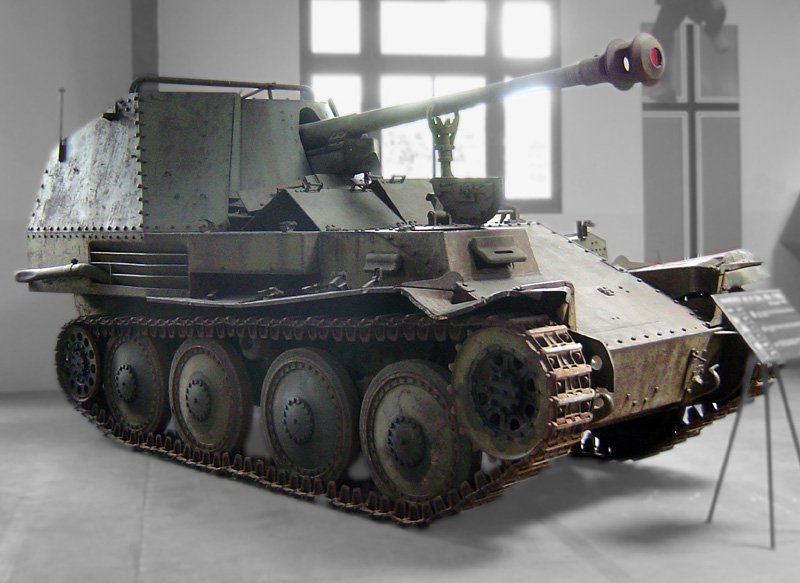
Marder III

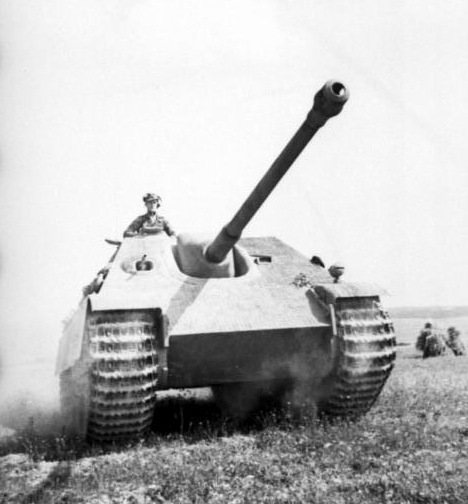
En tysk Jagdpanzer V Jagdpanther.

De tyska pansarvärnskanonvagnarna (Panzerjäger) var under flera år provisoriska designer som skapades genom att man tog en befintlig pansarvärnskanon och monterade den på ett befintligt chassi för att ge den rörlighet. Till exempel använde man Panzer I:s chassi för sin första pansarvärnskanonvagn Panzerjäger I, då Panzer I visat sig fullständigt värdelös under invasionen av Polen. 202 Panzer I utrustades med 47 mm pansarvärnskanoner. På samma sätt blev Panzer II-chassin använda under Operation Barbarossa; man använde erövrade sovjetiska 76,2 mm pansarvärnskanoner som monterades på Panzer II:ans chassi som då fick benämningen Marder II. Den vanligaste tyska varianten i denna kategori blev Marder III där man använt Panzer 38(t)-chassin med en påmonterad 75 mm pansarvärnskanon. Under krigets gång kom från grunden designade pansarvärnskanonvagnar i tjänst, som till exempel Nashorn med en 88 mm kanon. 
De hopplockade pansarvärnskanonvagnarna hade en stor svaghet och det var det dåliga skyddet för besättningen. De påbyggnader som gjordes för att husera kanonen bestod av tunt pansar och hade inget tak. Dedikerade pansarvärnskanonvagnar, Jagdpanzer, följde där man monterat kanonen i ändamålsenligt byggda chassin och man fick därmed bort denna svaghet, men gjorde samtidigt att kanonen fick sämre rörlighet till priset av betydligt bättre pansarskydd. Den bästa av alla pansarvärnskanonvagnar, Jagdpanther byggdes enligt denna princip, man tog chassit från Panthern och satte en 88 mm kanon i fronten och fick då en extremt potent pansarvärnskanonvagn med sluttande pansar, bra framkomlighet och fruktad kanon. 
Tyskarnas stridsvagnsproduktion blev lite åsidosatt på grund av pansarvärnskanonvagnarnas lägre tillverkningskostnader.  
Pansarvärnskanonvagnar var i allmänhet bättre lämpade för försvar än anfall då man inte kunde rikta kanonen speciellt mycket åt något annat håll än framåt. Det mest extrema exemplet på detta är Jagdtigern som byggdes i mindre än 50 exemplar, var mycket tung och därför hade låg manövrerbarhet, men samtidigt så gott pansarskydd att den var i princip osårbar framifrån.
Ironiskt nog var den absolut mest framgångsrika tyska pansarvärnskanonvagnen en vagn som från början var tänkt som infanterikanonvagn; StuG III.

#### Sovjetiska varianter
Liksom tyskarna var de sovjetiska konstruktionerna till en början pansarvärnskanoner med begränsat riktfält, monterade på tornlösa chassin. Anledningen var densamma då de behövde skapa rörliga pansarvärnskanoner till låg kostnad under den snabba upprustningen som skedde under kriget.  
Ett tidigt exempel på en sovjetisk pansarvärnskanonvagn är SU-76, vilket byggde på chassit från den lätta stridsvagnen T-70. Under 1943 bestämde ryssarna sig för att lägga ner produktionen av T-70 och istället använda resurserna till SU-76. Dock var SU-76:s kanon för klen för pansarvärn vid denna tidpunkt och den relegerades till infanterikanonvagn istället.
Ryssarnas första dedikerade pansarvärnskanonvagn var SU-85, vilket var en tornlös pansarvärnskanon med kasematt baserad på den medeltunga stridsvagnen T-34 och var beväpnad med en 85 mm kanon. Denna kom med tiden att uppgraderas till SU-100 som hade en 100 mm kanon. 
Ryssarna kom även som tyskarna att bruka flera av deras infanterikanonvagnar som pansarvärnskanonvagnar och till och med utveckla dedikerade pvkv-varianter från dem. Ett bra exempel är infanterikanonvagnen SU-122 som fick en dedikerad pvkv-variant benämnd SU-122S. ISU-122 var till skillnad från SU-85 och SU-100 inte baserad på T-34, utan istället den tunga stridsvagnen IS-2.  
Bortom ISU-122 fanns även SU-152 och ISU-152, båda beväpnade med en 152 mm haubits. Dessa var egentligen infanterikanonvagnar och gränsade till självgående artilleri. Deras kraftfulla kanon kunde enkelt slå ut vilken stridsvagn som helst genom ren kinetisk energi. Om man inte penetrerade så sprack ofta svetsar eller andra vitala komponenter.
ISU-vagnarna kallades för övrigt "Zveroboy" ("odjursdödare"), då de kunde slå ut de tyska tunga pansarfordonen Panzer VI Tiger I, Panzer V Panther och Panzerjäger Tiger (P) från alla vinklar. 
Kanonerna på dessa var så kraftiga att de kunde slå av tornet på en stridsvagn vid träff från nära håll.

#### USA:s varianter

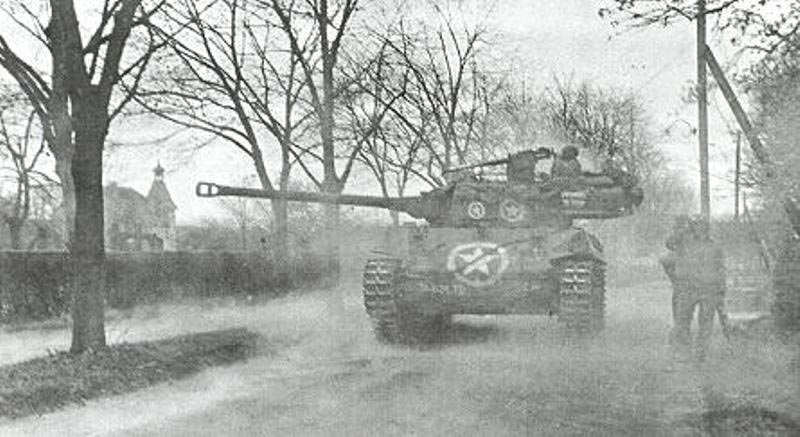
Amerikansk M18 Hellcat.

Amerikanska och påföljande brittiska tankar var väldigt annorlunda än de tyska och ryska. USA:s doktrin baserades på behovet att bekämpa den tyska blitzkrieg-taktiken. Amerikanska enheter förväntades bli anfallna av ett stort antal tyska stridsvagnar på smala fronter, något som sällan inträffade i verkligheten.
Den amerikanska pansarvärnskanonvagnen var tänkt att vara tungt beväpnad, med hög rörlighet. De flesta fick behålla tornet, men utan tak för att minska vikten och ge plats åt en större kanon. Den första användbara varianten var en M3 halvbandvagn med en 75 mm kanon modell M1897 i en montering med begränsad rörlighet. Större kanoner fick en motvikt i tornets bakdel vilket kan ses på till exempel M10 med 75 mm kanonen eller 90 mm kanonen på M36. En 76 mm kanon monterad på ett för ändamålet byggt chassi blev vagnen som kom närmast att uppfylla den amerikanska doktrinens önskemål om pansarvärnskanonvagn, nämligen M18 Hellcat, det snabbaste bandfordonet som byggdes under andra världskriget, men som ändå kunde bära en lika kraftig kanon som M10. 
De amerikanska pansarvärnskanonvagnarnas öppna torn gjorde dem väldigt sårbara för artillerield, prickskyttar, handgranater och till och med vädret som begränsade effektiviteten hos besättningen. För att komma tillrätta med åtminstone vädret försåg man tornen med hopfällbara tak. Pansarvärnskanonvagnarnas lätta bepansring gjorde dem mycket sårbara i konfrontationer med deras tilltänkta byte. 1943 drog man slutsatsen att idén om självständiga grupper av pansarvärnskanonvagnar inte fungerade och inga fler pansarvärnskanonvagnbataljoner sattes upp. Under resten av kriget fick existerande pansarvärnskanonvagngrupper hålla sig till att agera artilleri eller anfalla mjuka mål, med undantag för M36 som var den enda amerikanska pansarvärnskanonvagnen som kunde slå ut tunga tyska stridsvagnar på håll.

#### Storbritanniens varianter

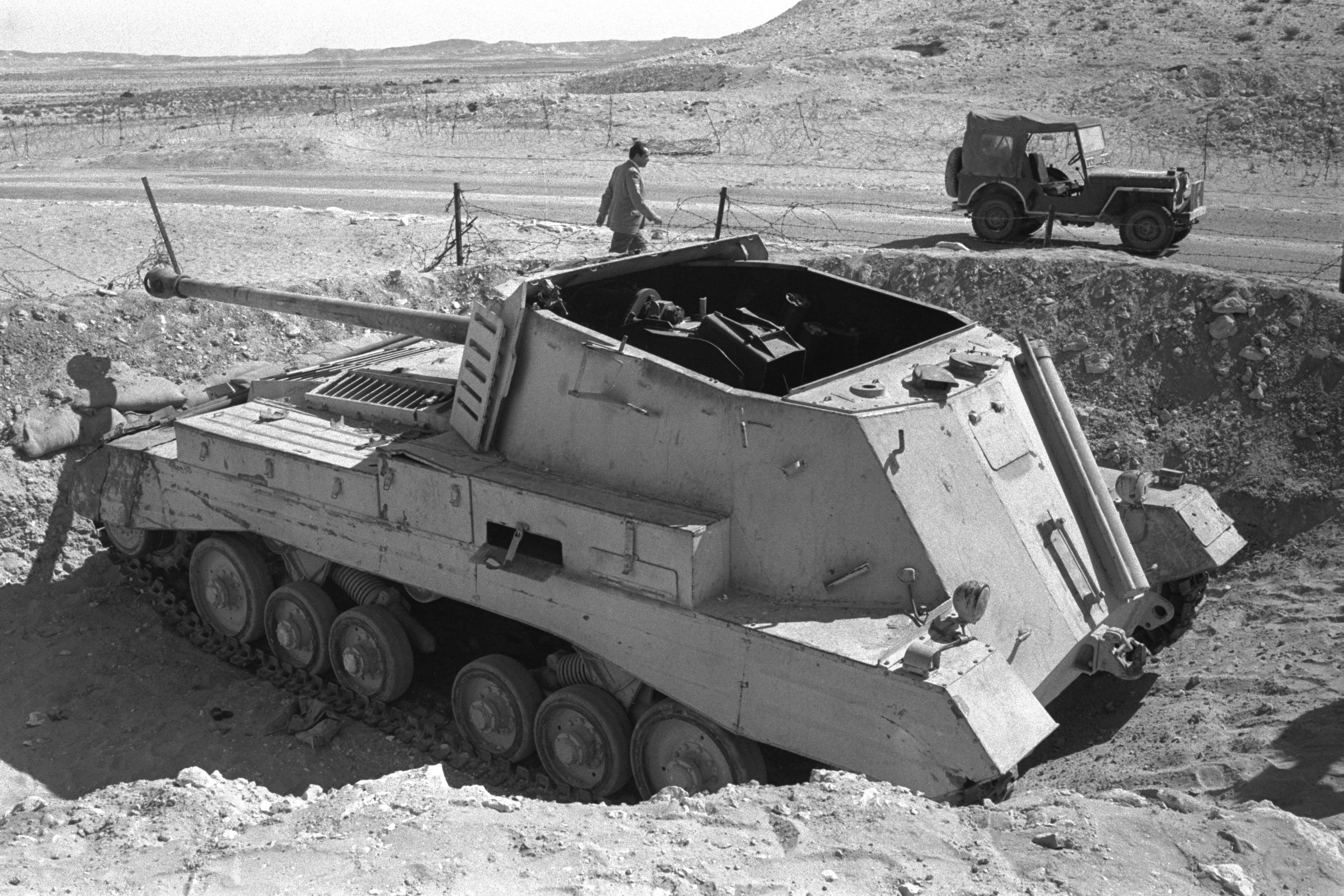
En brittisk SP 17pdr. Valentine Archer i egyptisk tjänst 1956.

På det stora hela gav brittiska armén inte så mycket för konceptet pansarvärnskanonvagn, utan föredrog istället att bygga stridsvagnar med större kanoner. Fast den brittiska pansardoktrinen var mycket bristfällig ur andra aspekter hade man i alla fall dragit slutsatsen att det var ofrånkomligt att stridsvagnar skulle vara tvungna att möta andra stridsvagnar och armén strävade därför att beväpna sina vagnar med grövsta möjliga pansarvärnskanon.
De pansarvärnskanonvagnar som trots allt byggdes blev till för att man ville få ut den kraftiga 17-pundskanonen OQF 17 pounder på förband och man saknade ett dedikerat chassi som kunde bära denna. Resultatet blev att använda dels Valentine-chassin, där pjäsen monterades vänd bakåt i en fast överbyggnad, som benämndes SP 17 pdr. Valentine Archer och dels för att ombeväpna amerikanskbyggda M10 vilka fick beteckningen SP 17pdr M10, i efterkrigslitteratur ofta kallad Achilles. Ett försök att skapa en dedikerad pansarvärnskanonvagn blev att använda 17-pundaren i ett nytt torn på ett förlängt Cromwell-chassi, detta blev Cruiser Mk VIII Challenger. Valentine Archer och M10c användes av brittiska, kanadensiska och polska förband i Nordvästeuropa och Italien från 1944. Challenger användes i litet antal av brittiska, polska och tjeckiska förband i Nordvästeuropa efter Dagen D till krigsslutet. Efter kriget användes Valentine Archer bland annat av Egypten.
Det närmaste britterna kom att tillverka en pansarvärnskanonvagn liknande tyska Jagdpanthern eller sovjetiska ISU-vagnarna var Churchill-vagnen med 3-tumskanon, ett Churchill-chassi med en lådliknande överbyggnad istället för torn. Designen avbröts till fördel för en Cromwell med 17-pundaren som slutligen ledde till Comet.
År 1944 började britterna konvertera ett antal vanliga M4 Sherman till Sherman Firefly genom att bygga om tornet för att få plats med 17-pundaren. Detta gav till slut britterna en vagn som åtminstone i eldkraft kunde matcha tyskarna, men det var ingen pansarvärnskanonvagn.

### Efterkrigstiden

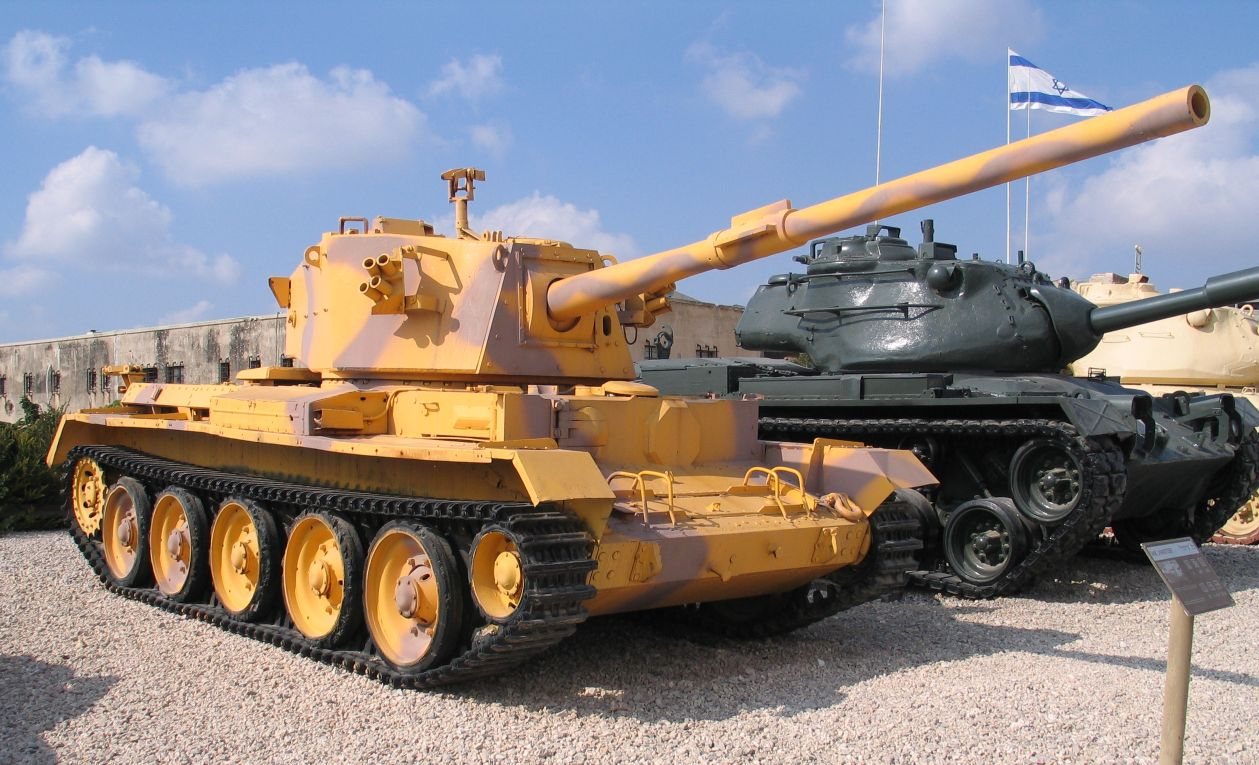
Charioteer

Ställda inför Warszawapakten fick västmakterna bråttom att få fram extra eldkraft. På 50-talet tog britterna fram FV 4101 Charioteer för att öka eldkraften hos stridsvagnsregementena. Man monterade en 20-pundskanon i ett förstorat torn på en Cromwell-stridsvagn, som dock saknade Centurions mer välavrundade kapacitet. Charioteer följdes av Conqueror-vagnen som var beväpnad med en 120 mm kanon. Under sent 60-tal tog Tyskland fram Kanonenjagdpanzer, i princip en moderniserad Jagdpanzer från andra världskriget, med en 90 mm kanon. Då sovjetiska vagnar på 70-talet blev allt tyngre bepansrade blev 90 mm-kanonen omodern och Kanonenjagdpanzer byggdes om för annan användning eller skrotades.
När utvecklingen av lätta pansarvärnsrobotar kom igång på 60-talet så var det början till slutet för konceptet med pansarvärnskanonvagnar, då robotarna kunde monteras på i princip vilket fordon som helst. Försök gjordes att tillverka pansarvärnskanonvagnar för att användas av flygburna trupper, för att ge dessa ökad pansarvärnskapacitet. Bland dessa fordon kan nämnas ASU-85 med vanlig kanon, Ontos som var beväpnad med rekylfria gevär och de robotbeväpnade pansarbilen Hornet Malkara och lätta stridsvagnen M551 Sheridan.

### Moderna varianter

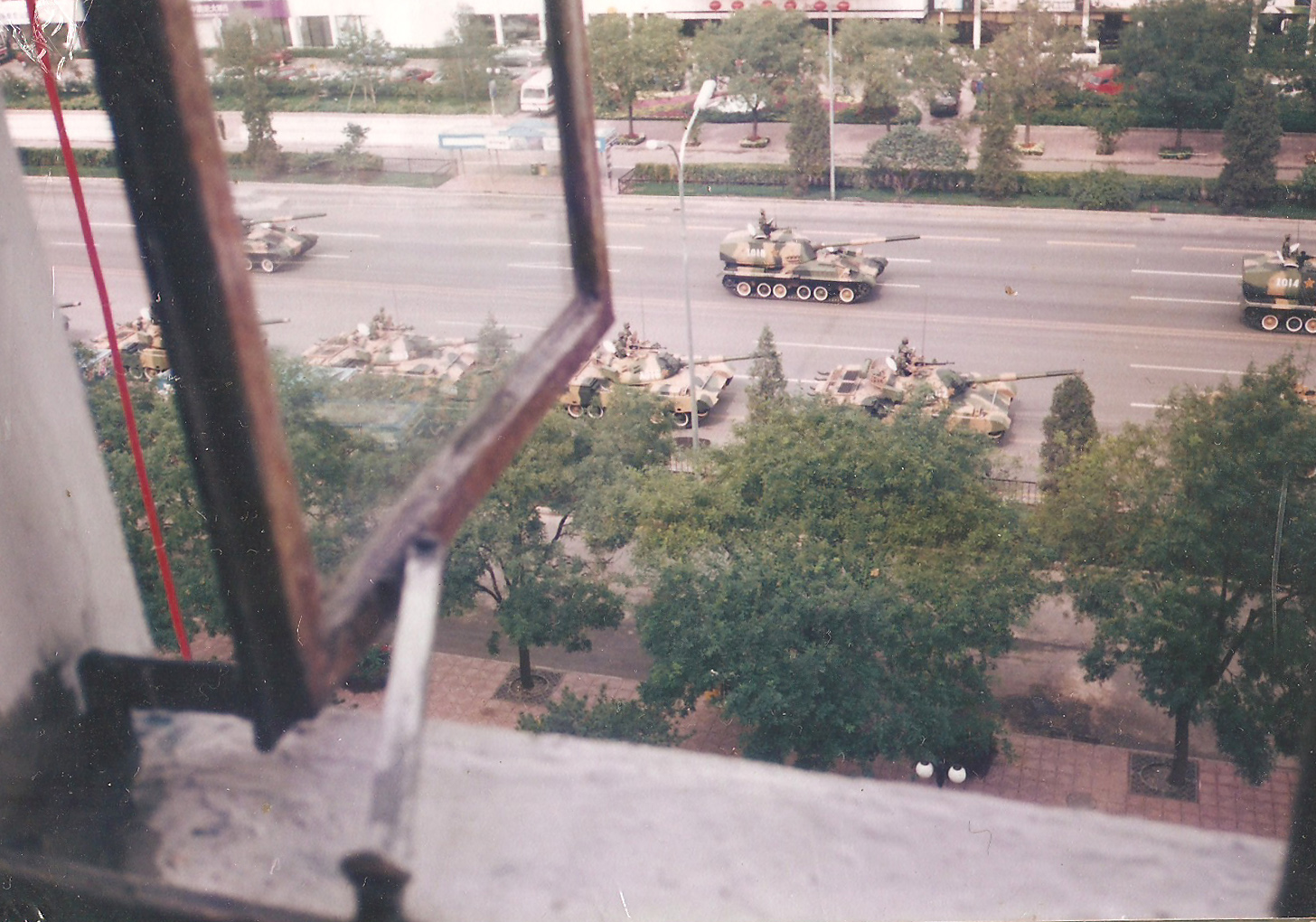
En kinesisk PTZ-89 pansarvärnskanonvagn. Ett modernt försök till en pansarvärnskanonvagn.

Benämningen pansarvärnskanonvagn börjar bli omodern, då just kanondelen till största delen har utgått och ersatts av pansarvärnsrobotar. Moderna stridsfordon som till exempel amerikanska M2 Bradley är beväpnade med pansarvärnsrobotar, men robotarna är så lätta att även infanteriet kan bära med sig dessa. Dedikerade fordon för bekämpning av pansar finns dock fortfarande i bruk och man har även beväpnat flygstridskrafterna med pansarvärnsrobotar. 
Ett vanligt exempel är dock när man monterar robotlavetter på splitterskyddade bandvagnar som M113. Även pansarbilar som den ryska spaningsbilen BRDM har fått robotbeväpning och den tyska Raketenjagdpanzer-serien bygger på chassit från HS 30 och Kanonenjagdpanzer.
En amerikansk mekaniserad infanteribataljon har fyra infanterikompanier med TOW-beväpnade Bradley-vagnar och har därigenom rejält med effektivt och pricksäkert pansarvärn att ta till mot fientliga stridsvagnar och stridsfordon.
Kina är den enda nuvarande brukaren av en klassiskt utformad pansarvärnskanonvagn. Vagnen heter PTZ-89 (svenska pvkv-89) och är ett splitterskyddat bandfordon försett med ett kanontorn vilken är beväpnad med en 130 mm högtryckskanon. De brukar även en lättare typ av pansarvärnskanonvagn menad att brukas i bebyggelse mot stridsfordon, benämnd PTL-02. Den är en pansarbil försedd med ett kanontorn beväpnad med en 100 mm kanon. Italien och Spanien använder ett fordon byggt på samma princip, den italienskbyggda och åttahjuliga Centauro B1 beväpnad med en 105 mm kanon. Den amerikanska armén använder M1128 Mobile Gun System, en Stryker-variant med en automatladdad 105 mm kanon i ett fjärrstyrt torn, i sina Stryker brigades.